# Powiat Suwa
Powiat Suwa (jap. 諏訪郡 Suwa-gun) – powiat w Japonii, w prefekturze Nagano. W 2024 roku liczył 40 052 mieszkańców.

## Miejscowości
- Hara
- Fujimi
- Shimosuwa